# Tais-toi !
Tais-toi ! is een Franse komische langspeelfilm uit 2003 van Francis Veber met in de hoofdrollen Gérard Depardieu als Quentin en Jean Reno als Ruby. De internationale filmtitel is dan ook Ruby & Quentin.
De film werd nagesynchroniseerd in Noordoost-Mandarijn en werd druk bezocht in China.

## Rolverdeling
- Gérard Depardieu als Quentin
- Jean Reno als Ruby
- Richard Berry als Vernet
- André Dussollier als de psychiater
- Michel Aumont als Nosberg
- Guillaume De Tonquédec als internist van de gevangenisziekenboeg